# سانتا ئولالیا د ریوپریمر
سانتا ئولالیا د ریوپریمر (به اسپانیایی: Santa Eulàlia de Riuprimer) یک شهرستان در اسپانیا است که در بارسلون واقع شده‌است.